# 498 mártires españoles

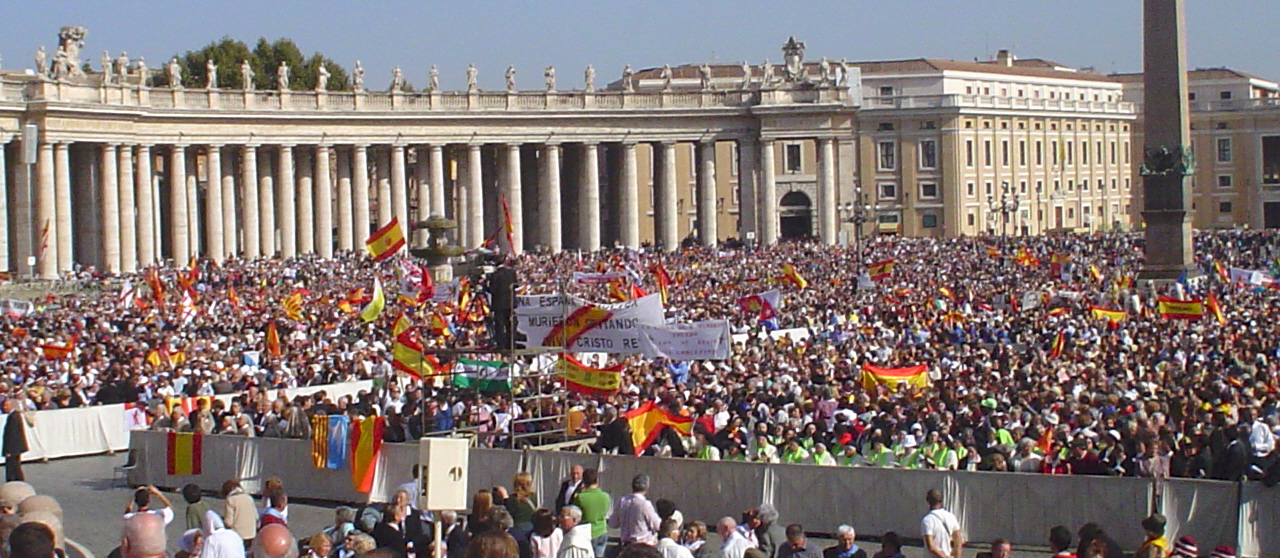
Plaza de San Pedro

Los 498 mártires españoles fueron víctimas de la persecución religiosa en España durante la Segunda República, beatificados por la Iglesia católica en 28 de octubre de 2007 por el papa Benedicto XVI. Eran originarios de muchas partes de España. Sus edades oscilaban entre los 16 y los 78 años. Aunque son casi 500 personas, son una pequeña parte de los Mártires de la Guerra Civil Española.

## Antecedentes
Los Mártires de la Guerra Civil Española fueron clérigos, religiosos y personas laicas de la Iglesia católica que fueron ejecutados durante la Guerra civil española, en un periodo conocido como el Terror Rojo. Se calcula que en el transcurso del Terror Rojo fueron asesinados 6.832 miembros del clero católico. Unos 2000 de ellos han sido propuestos para la canonización y se han elevado sus causas a la Congregación para las Causas de los Santos (CCS). El papa Juan Pablo II fue el primer papa que beatificó a un gran número de santos de la guerra civil española. Alrededor de 500 mártires españoles fueron reconocidos por él en varias beatificaciones desde 1987. En esta ceremonia, Benedicto XVI beatificó a 498 personas, propuestas en 23 causas distintas, el mayor grupo en ser beatificado hasta ahora.  Además de éstos, otros 1000 mártires esperan la conclusión de sus causas en el Vaticano.

## Orígenes individuales
Entre los 498 mártires hay obispos, sacerdotes, religiosas y fieles de ambos sexos. Tres tenían 16 años y el mayor 78.  Procedían de todas las partes de España, incluyendo las archidiócesis de Barcelona, Burgos, Madrid, Mérida, Oviedo, Sevilla y Toledo y las diócesis de Albacete, Cartagena, Ciudad Real, Cuenca, Gerona, Jaén, Málaga y Santander. Aunque España fue el lugar de su martirio y la patria de muchos de ellos, también hubo algunos que vinieron de otras naciones, de Francia, México y Cuba. Se les describe como hombres y mujeres fieles a sus obligaciones, y capaces de perdonar a sus asesinos.Cruz Laplana y Laguna, obispo de Cuenca, escribió No puedo ir, sólo aquí está mi responsabilidad, pase lo que pase, mientras que el P. Tirso de Jesús María, compañero de Eusebio Fernández Arenillas, escribió en la carta enviada a su familia en la víspera de su ejecución: "Perdónenlos y bendíganlos y amén de todo, como yo los quiero y los perdono y bendigo".

## Ceremonia de beatificación
La beatificación de los 498 mártires (lista abajo) tuvo lugar en la Plaza de San Pedro y no en la propia Basílica, que sólo puede acoger a 60 000 personas. El cardenal José Saraiva Martins, que pronunció el sermón durante las ceremonias de beatificación, afirmó que todos estos mártires amaron a Cristo y a la Iglesia más que a su propia vida. El cardenal señaló que las víctimas del terror perdonaron a sus asesinos, refiriéndose al padre Tirso como ejemplo.
El logo de la beatificación, debido al elevadísimo número de nuevos beatos, tenía como tema central una cruz roja, símbolo del amor llevado hasta el derramamiento de sangre por Cristo.
El cardenal explicó la diferencia entre "mártires de España" y "mártires españoles". España fue el lugar de su martirio y la patria de muchos de ellos, pero también hubo algunos que vinieron de otras naciones, como Francia, México y Cuba.  Los mártires católicos no son patrimonio exclusivo de una sola diócesis o nación. Más bien, por su especial participación en la Cruz de Cristo, pertenecen a todo el mundo, a la Iglesia universal.
El Papa Benedicto XVI afirmó que la fe ayuda a purificar la razón para que ésta logre percibir la verdad. El cardenal invocó la intercesión de los mártires beatificados y de María, Reina de los Mártires, "para que podamos seguir su ejemplo".

## Reacciones españolas
Juan Antonio Martínez Camino, secretario general de los obispos españoles, replicó a las críticas de que los mártires eran conservadores anticuados: los primeros mártires de la Iglesia murieron después de ser tachados de traidores del Imperio Romano, y durante la Revolución Francesa, los sacerdotes católicos fueron definidos como enemigos de la revolución. Las víctimas españolas fueron calificadas como un obstáculo para el progreso histórico.
Los obispos españoles afirmaron que la sociedad española está amenazada por el secularismo militante. Por ello, los 498 mártires fueron un recordatorio de otros valores:  "su beatificación pretende ante todo dar gloria a Dios por la fe que conquista el mundo". Los obispos organizaron una peregrinación nacional a Roma, lugar de la beatificación de los 498 mártires y del martirio de San Pedro y San Pablo.

## Los 498 mártires
Los 498 mártires fueron propuestos en 23 causas distintas; el Vaticano los enumera como:
- Lucas de San José Tristany Pujol, de los Hermanos Descalzos de la Virgen María del Monte Carmelo;
- Leonardo José Aragonés Mateu, un religioso del Instituto de los Hermanos de las Escuelas Cristianas (los hermanos de La Salle);
- Apolonia Lizárraga del Santísimo Sacramento, que fue Superiora de las Carmelitas de la Caridad, con 61 hermanos y hermanas de las mismas órdenes;
- Bernardo Fábrega Julià, un Hermano Marista;
- Víctor Chumillas Fernández, sacerdote de la orden de la Orden Franciscana y 21 miembros de la misma;
- Antero Mateo García, laico, era jefe de familia y de la tercera orden de Santo Domingo. Fue asesinado con otros 11 de la segunda y tercera orden de Santo Domingo;
- Cruz Laplana y Laguna, obispo de Cuenca;
- Fernando Españo Berdié, sacerdote;
- Narciso de Esténaga Echevarría, obispo de Ciudad Real, y diez compañeros;
- Liberio González Nombela, presbítero y doce compañeros, todos ellos clérigos de la Archidiócesis de Toledo;
- Eusebio del Niño Jesús Fernández Arenillas, sacerdote religioso de las Carmelitas Descalzas, y quince compañeros;
- Félix Echevarría Gorostiaga, sacerdote, y seis compañeros de su orden;
- Teodosio Rafael, sacerdote de los Hermanos Cristianos y tres compañeros de la misma orden;
- Buenaventura García Paredes, sacerdote y religioso; Miguel Léibar Garay, sacerdote de la Compañía de María Monfortana, y cuarenta compañeros de esa orden;
- Simón Reynés Solivellas y 5 compañeros, de los misioneros del Sagrado Corazón de Jesús y María y de la congregación de hermanas franciscanas;
- Celestino José Alonso Villar y 9 compañeros de su orden;
- Ángel María Prat Hostench y 16 compañeros de la orden  carmelita;
- Enrique Sáiz Aparicio y 62 compañeros de su orden Salesiana;
- Mariano de San José Altolaguirre y Altolaguirre y 9 compañeros de la orden de la Santísima Trinidad;
- Eufrasio del Niño Jesús Barredo Fernández, sacerdote de la orden carmelita;
- Laurentino Alonso Fuente, Virgilio Lacunza Unzu y 44 compañeros del Instituto de los Hermanos Maristas;
- Enrique Izquierdo Palacios, Sacerdote y 13 compañeros de la orden de los Hermanos Predicadores;
- Ovidio Bertrán Anucibay Letona y 5 compañeros del Instituto de Hermanos Cristianos;
- José María Cánovas Martínez, sacerdote diocesano;
- María del Carmen y Rosa y Magdalena Fradera Ferragutcasas, Hermanas de la Congregación Hijas del Santísimo e Inmaculado Corazón de María;
- Avelino Rodríguez Alonso, Sacerdote, orden de los Augustinos y 97 compañeros de la misma orden, junto con seis sacerdotes diocesanos;
- Manuela del Corazón de Jesús Arriola Uranga y 22 compañeras de la congregación Siervas Adoratrices del Santísimo Sacramento y de la Caridad.

## Controversia
La beatificación de algunos de estos clérigos suscitó una serie de controversias. La medida fue criticada por algunos porque reconocía a las víctimas de un solo lado del conflicto. El Vaticano dijo que no se trataba de "resentimiento sino... de reconciliación".
Uno de los más notables es Cruz Laplana, Obispo de Cuenca, conocido partidario del régimen monárquico, que desde la proclamación de la Segunda República había llevado a cabo una serie de notorias campañas políticas pro derecha en toda la provincia y había establecido estrechos contactos con militares como el general Joaquín Fanjul, que lideraría la sublevación militar de Madrid el 18 de julio de 1936 en apoyo del golpe de Estado de Franco. El obispo de Cuenca es descrito por su biógrafo como "consejero supremo" del general, además de estar estrechamente relacionado con el partido político fascista Falange. En 1936 apoyó personalmente a José Antonio Primo de Rivera, líder de este partido, como candidato a las elecciones municipales de 1936. Al fracasar el levantamiento golpista en Cuenca, el obispo fue detenido por milicianos de la Republicana por colaboracionismo. Fue juzgado por conspirar contra el gobierno republicano y ejecutado el 8 de agosto.
Distinta ha sido la polémica en torno a la beatificación del fraile agustino, catalogado como compañero de Avelino Rodríguez Alonso. Fray Zabala fue martirizado durante la guerra civil y fue beatificado. Se llamó la atención sobre el hecho de que este sacerdote había sido acusado anteriormente, sin condena, de realizar actos de tortura a Fray Mariano Dacanay, en los tiempos en que Fray Olaso era misionero en la antigua colonia española durante la época en que el Katipunan intentaba arrancar las islas del dominio español. La Iglesia católica proclama que incluso los pecadores pueden arrepentirse y convertirse en santos, como en el caso de Agustín de Hipona.
Sobre la actitud del Vaticano, Manuel Montero, profesor de la Universidad del País Vasco comentó el 6 de mayo de 2007:

La Iglesia, que defendió la idea de una 'Cruzada Nacional' para legitimar la rebelión militar, fue parte beligerante durante la Guerra Civil, aun a costa de alienar a parte de sus miembros. Continúa en un papel beligerante en su insólita respuesta a la Ley de Memoria Histórica recurriendo a la beatificación de 498 "mártires" de la Guerra Civil. Entre ellos no se cuentan los sacerdotes ejecutados por el Ejército de Franco... Su criterio selectivo respecto a los religiosos que formaron parte de sus filas es difícil de entender. Los sacerdotes que fueron víctimas de los republicanos son "mártires que murieron perdonando", pero los sacerdotes que fueron ejecutados por los franquistas son olvidados.

Mientras que gran parte de la España republicana tenía un sentimiento anticlerical, el País Vasco, que también apoyaba a la República, no lo era; el clero de la región se opuso al golpe nacionalista, y sufrió en consecuencia. Al menos 16 sacerdotes nacionalistas vascos, entre ellos el arcipreste de Mondragón fueron asesinados por los nacionales, y cientos más fueron encarcelados o deportados. Esto incluyó a varios sacerdotes que intentaron detener las matanzas. Hasta la fecha, el Vaticano no ha considerado a estos clérigos como mártires de la guerra civil española, ya que no fueron asesinados por odio a la Fe (odium fidei), requisito indispensable para el reconocimiento del martirio.[cita requerida]